# José Bustani
José Maurício Bustani est un diplomate brésilien qui fut le premier directeur général de l'Organisation pour l'interdiction des armes chimiques (OIAC) en 1997 avant d'être limogé à l'initiative du gouvernement des États-Unis en avril 2002. Il a été ambassadeur du Brésil au Royaume-Uni de 2003 à 2008, puis ambassadeur du Brésil en France.
Bustani est né en 1945 à Porto Velho (Brésil). Il a reçu un diplôme de droit de l'Université pontificale catholique de Rio de Janeiro en 1967 et, la même année, a fréquenté l'Institut Rio Branco (pt), après quoi il est entré dans la diplomatie brésilienne.

## Directeur général de l'OIAC
Bustani est nommé directeur général de l'OIAC en 1997. Il est le premier à occuper ce poste. Son mandat, d'une durée de quatre ans, doit venir à expiration en 2001, mais en 2000, il est unanimement réélu pour une nouvelle durée de quatre ans.

### Révocation
Peu après, Bustani tombe en disgrâce aux yeux des États-Unis. À la requête de John Bolton, alors sous-secrétaire d'État américain pour le contrôle des armes et la sécurité internationale, une réunion spéciale est tenue à La Haye le dimanche 21 avril 2002 et Bustani est révoqué par un vote de 48 voix contre 7 et 43 abstentions. L'administration Bush formule principalement trois griefs contre Bustani : « conduite polarisante menant à la confrontation », « problèmes de mauvaise gestion » et « préconisation de rôles inappropriés pour l'OIAC ». Selon Bustani, un des véritables motifs pour lesquels les États-Unis veulent sa révocation est que ses initiatives tendant à faire entrer l'Irak dans l'OIAC et à lui faire ainsi accepter des enquêtes sur place risquent de compromettre les plans américains d'une invasion de l'Irak sous prétexte d'armes de destruction massive,,. 
Eric Terzuolo, le représentant permanent des États-Unis à l'OIAC, répond que la version de Bustani déforme les faits, déclarant : « Nous serions très heureux si l'Irak se joignait à la Convention sur les armes chimiques. Nous croyons à l'universalité de la convention », mais il ajoute que l'OIAC ne doit pas être vue comme un substitut aux instances existantes œuvrant au sein des Nations unies en matière d'inspection des armes. Selon un article du New York Times en date du 13 octobre 2013, d'autres délégués à l'OIAC ont confirmé la version de Bustani.
Selon Bustani, Bolton l'aurait menacé, lui disant, « Nous ne pouvons pas accepter votre style de gestion. Vous avez 24 heures pour quitter l'organisation, et si vous ne vous conformez pas à cette décision de Washington, nous avons des moyens de riposter contre vous. » Après une pause, Bolton aurait rajouté, « Nous savons où vivent vos enfants. Vous avez deux fils à New York. ». Sans pouvoir confirmer la totalité des déclarations de Bustani à ce sujet, d'anciens délégués à l'OIAC ont fait part de souvenirs allant dans le même sens.
Au Monde Diplomatique, Bustani dira : « J’ai rencontré des difficultés dès le début. Les Américains n’acceptaient pas que les fonctionnaires de l’OIAC puissent enquêter chez eux. Souvent ils ne pouvaient même pas entrer dans les usines chimiques. Dans ces conditions, il n’était pas possible de vérifier si elles fabriquaient des produits chimiques à des fins pacifiques. La principale difficulté était l’examen des échantillons. Il était presque impossible de faire cet examen ailleurs que dans les laboratoires américains, nous n’avions donc aucune garantie que les résultats ne seraient pas faussés. La mise en demeure lors d’une inspection n’était pas admise par les Américains non plus. A chaque inspection, ils voulaient changer les règles du jeu. »